# Вейганд, Эмиль
Эмиль Вейганд (нем. Emil Weigand, 20 ноября 1837, Берлин — 25 марта 1906, Берлин) — немецкий медальер и резчик монетных штемпелей.

## Биография
Учился в Берлинской академии искусств и в Училище гравёров при академии. С 1863 года работал в Лондоне, а с 1866-го — в Берлине, на Прусском государственном монетном дворе. С 1867 года — второй медальер, а с 1887-го — главный медальер монетного двора.
Создал штемпеля для аверсов монет с портретом Вильгельма I — талеров и монет в 2, 5 и 10 марок, а также для всех монет с портретами Фридриха III и Вильгельма II. Создавал штемпеля для монет германских колоний (Германская Восточная Африка, Германская Новая Гвинея), германских государств (Вальдек-Пирмонт, Гамбург, Любек, Ольденбург, Саксен-Альтенбург) и иностранных государств (Египет, Марокко, Мексика).
Создал большое количество медалей, в частности, медали в честь композитора Рихарда Вагнера, немецкого учёного Александра Гумбольдта, фельдмаршала фон Мольтке.
Свои произведения подписывал «E.W.».